# Gastroserica marginalis
Gastroserica marginalis är en skalbaggsart som beskrevs av Brenske 1894. Gastroserica marginalis ingår i släktet Gastroserica och familjen Melolonthidae. Utöver nominatformen finns också underarten G. m. puncticollis.